# 应声虫
应声虫，是在中国与日本传说中的妖怪，栖息在人的肚子里。宿主每当发出声音时，肚子里就会有很小的声音效仿，且会越来越大声。用雷丸就可以治疗。
应声虫也比喻为自己胸無主張，隨聲附和他人的人。

## 记载
- 唐·张鷟《朝野佥载》卷一：“洛州有士人患应病，语即喉中应之。”[2]

- 唐·刘餗《隋唐嘉话》卷中：“有患应病者，问医官苏澄，云：‘自古无此方。今吾所撰《本草》，网罗天下药物，亦谓尽矣。试将读之，应有所觉。’其人每发一声，此中輒应，唯至一药，再三无声。过至他药，復应如初。澄因为处方，以此药为主，其病自除。”

- 宋·洪迈《夷坚志》：“永州通判厅军员毛景得奇疾。每语喉中辄有物作声相应。有道人教令学诵《本草》药名。至蓝而默然。遂取蓝捩汁饮之。少顷。呕出肉块长二寸余。人形悉具。刘襄子思为永倅。景正被疾逾年。亲见其愈。予记前书载应声虫。因服雷丸而止。与此相类。”

- 宋·陈正敏《遯斋闲览·人事》：“余友刘伯时，尝见淮西士人杨勔 ，自言中年得异疾，每发言应答，腹中輒有小声效之。数年间，其声浸大。有道士见之惊曰：‘此应声虫也，久不治延及妻子。宜读《本草》，遇虫所不应者，当取服之。’勔如言，读至雷丸，虫忽无声，乃顿饵数粒，遂愈。余始未以为信，其后至长汀遇一丐者，亦有是疾，环而观之者甚众。因教之使服雷丸。丐者谢曰：‘某贫无他技，所以能求衣食于人者，唯藉此耳。’”[3]

- 明·冯梦龙《古今笑史》评曰：“应声虫，本病也，而丐者以为衣食之资，死而不悔。又安知世间功名富贵，达人不以为应声乎？噫，衣食误人，肯服雷丸者鲜矣！”《古今笑史》载此则出自《文昌杂录》，查未果，疑有误。

- 明·李时珍《本草纲目》引曰：“范正敏《遁斋闲览》（应为陈正敏《遯斋闲览》）云：‘杨勔中年得异疾，每发语，腹中有小声应之，久渐声大。有道士见之曰︰此应声虫也。但读《本草》，取不应者治之。读至雷丸，不应。遂顿服数粒而愈。’”

- 宋·彭乘《續墨客揮犀》記載：有個姓楊的淮西人，中年時得了一種怪病。每當他說話時，肚子中便有東西小聲模仿他的聲音。幾年後，肚子中的聲音越來越大。有一個道士對他說，這是應聲蟲，如果不及時治療，就會禍及他的妻子。道士讓他專心讀《本草綱目》。當讀到某一種藥材而肚子中沒有迴音時，就立即停止，然後服下該葯，這樣應聲蟲就會被除掉了。楊姓之人按照道士的方法讀《神農本草經》，當讀到「雷丸」時，肚子中沒了聲音。他馬上服下了此葯，從此怪病解除[4]。

## 相關
- 中國妖怪列表
- 日本妖怪列表
- 人面疮